# Stunning Debut Album
Stunning Debut Album es un sencillo de edición limitada lanzado por la banda inglesa de post-rock Stereolab. Este sencillo fue editado a fines del año 1991 y fue el primer lanzamiento del grupo con su sello discográfico independiente Duophonic. Este sencillo se vendía solo por correo.

## Lista de temas
1. «Doubt»
2. «Change»